# 大久保利和
大久保 利和（おおくぼ としなか、1859年8月5日〈安政6年7月7日〉- 1945年〈昭和20年〉1月20日）は、日本の実業家、政治家、華族。貴族院侯爵議員。位階・勲等・爵位は正二位勲三等侯爵。通称は彦熊、彦之進。

## 経歴
薩摩国鹿児島郡鹿児島城下で、大久保正助（利通）と満寿子夫妻の長男として生まれる。1871年（明治4年）、岩倉使節団に随行して渡米し、普通学研修のためフィラデルフィアの中学校に入学。1874年（明治7年）に帰国して開成学校に入学した。
1878年（明治11年）、19歳の時に父・利通が紀尾井坂の変で暗殺される。同年、父の勲功により華族に列し、1884年（明治17年）7月7日に侯爵を叙爵。1885年（明治18年）、大蔵権少書記官となり、さらに大蔵省主計官を務めた。1890年（明治23年）2月、帝国議会開設に伴い貴族院侯爵議員に就任した。
1878年（明治11年）10月、東京 – 青森間の鉄道建設計画に参加し、また1881年（明治14年）11月に岩倉具視らと日本初の私鉄・日本鉄道を設立。その後、甲武鉄道の副社長、社長を務めた。1894年（明治27年）、沖縄鉄道を出願したが資金難で実現しなかった。
1928年（昭和3年）6月5日に隠居し、貴族院侯爵議員の資格を失い、夫婦の間に子が無かった事から、大久保侯爵家の家督は弟の利武が同月15日に相続した。
1945年（昭和20年）1月20日、逝去。墓所は青山霊園。

## 栄典
位階
- 1887年（明治20年）12月26日 - 正五位[11]
- 1890年（明治23年）6月18日 - 従四位[12]
- 1893年（明治26年）6月16日 - 正四位[13]
- 1898年（明治31年）6月20日 - 従三位[14]
- 1903年（明治36年）6月30日 - 正三位[15]
- 1911年（明治44年）7月10日 - 従二位[16]
- 1920年（大正9年）7月20日 - 正二位[17]

爵位
- 1884年（明治17年）7月7日 - 侯爵

勲章等
| 受章年                     | 略綬 | 勲章名                   | 備考 |
| -------------------------- | ---- | ------------------------ | ---- |
| 1889年（明治22年）11月29日 |      | 大日本帝国憲法発布記念章 |      |
| 1896年（明治29年）3月29日  |      | 銀盃一組                 |      |
| 1907年（明治39年）4月1日   |      | 勲四等旭日小綬章         |      |
| 1912年（大正元年）8月1日   |      | 韓国併合記念章           |      |
| 1914年（大正3年）6月18日   |      | 勲三等瑞宝章             |      |
| 1938年（昭和13年）1月15日  |      | 御紋付銀盃               |      |
| 1940年（昭和15年）8月15日  |      | 紀元二千六百年祝典記念章 |      |

## 親族
- 父：大久保利通
- 母：大久保満寿子
- 弟：牧野伸顕（伯爵）[1]
- 妻：大久保尚（重野安繹養女、重野安居次女）[1]
  - 養子：大久保利武（実弟、侯爵）[1]

## 編著
共編『大久保利通文書 第1-10』〈日本史籍協会叢書〉日本史籍協会、1927年。